# Czeremcha (Beskid Niski)
Czeremcha (670 m n.p.m.) – szczyt w głównym grzbiecie wododziałowym Karpat, w zachodniej części Beskidu Niskiego. Przez szczyt biegnie granica państwowa polsko-słowacka.

## Położenie
Leży pomiędzy przełęczą Beskid nad Ożenną (590 m n.p.m.) na zachodzie a  Przełęczą Kuchtowską (543 m n.p.m.) na wschodzie. Wznosi się na południe od Ożennej, niespełna 1,5 km od centrum wsi.

## Ukształtowanie
Rozległy masyw Czeremchy wypełnia całkowicie fragment grzbietu pomiędzy wymienionymi wyżej przełęczami. Stoki bardzo mocno rozczłonkowane licznymi drobnymi potokami. Północne opadają ku dolinkom źródłowego odcinka potoku Ryjak i jego pierwszego lewobrzeżnego dopływu, natomiast południowe, znacznie dłuższe – ku dolinom  Mirošovca i Roztockiego Potoku – lewobrzeżnych dopływów Ondawy. Masyw prawie całkowicie pokryty mieszanymi lasami, jedynie w partii szczytowej kilka mniejszych, również zarastających polan. Na stokach północnych wysoko podchodzą – również zarastające – łąki, na których kiedyś wypasało się bydło z dawnego PGR Ożenna.
Na północnych stokach ukryte w lesie dwa maleńkie cmentarze wojenne z czasów I wojny światowej: nr 1 i nr 2, obydwa zaprojektowane przez Dušana Jurkoviča.

### Piesze szlaki turystyczne
Przez szczyt, wzdłuż przecinki granicznej biegnie jedynie słowacki, znakowany czerwono  szlak "graniczny". Polski, znakowany niebiesko  szlak "graniczny" omija Czeremchę od północy, schodząc do Ożennej.